# Johnny Get Your Gun
Johnny Get Your Gun er en amerikansk stumfilm fra 1919 af Donald Crisp.

## Medvirkende
- Fred Stone som Johnny Wiggins
- Mary Anderson som Ruth Gordon
- Casson Ferguson som Bert Whitney
- James Cruze
- Sylvia Ashton som Tante Agatha